# Olgiate Molgora

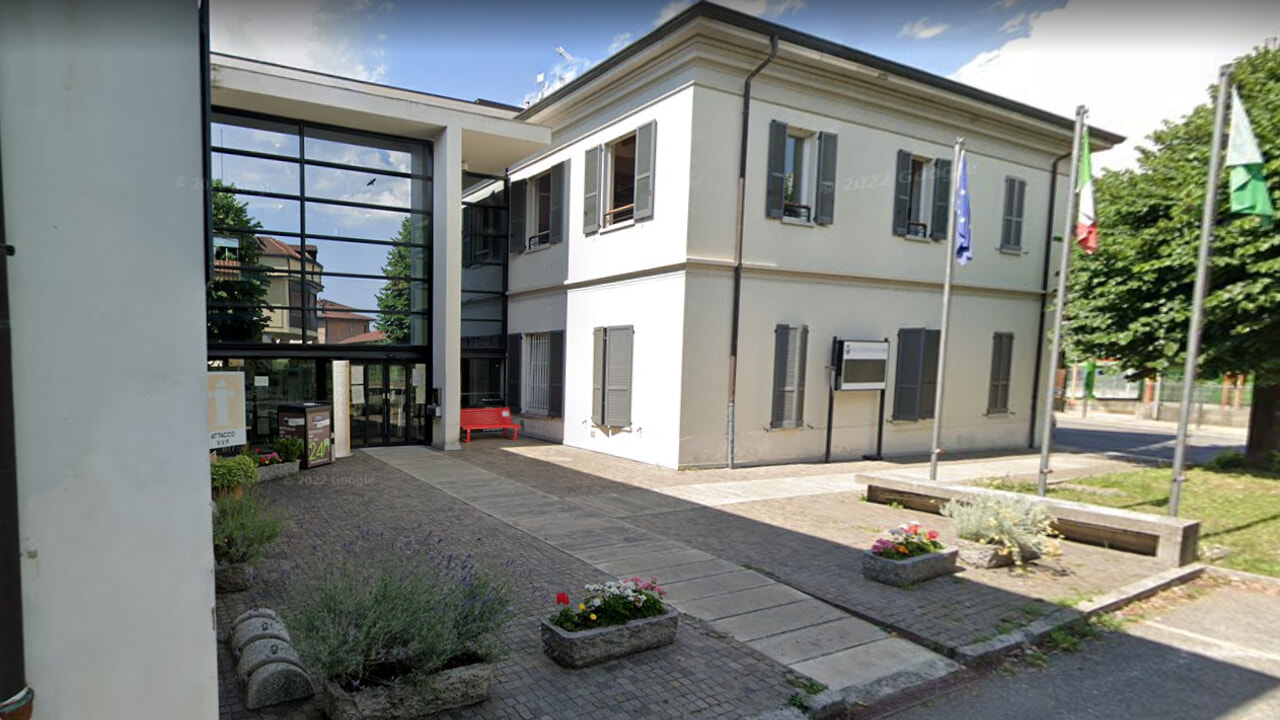
Municipio

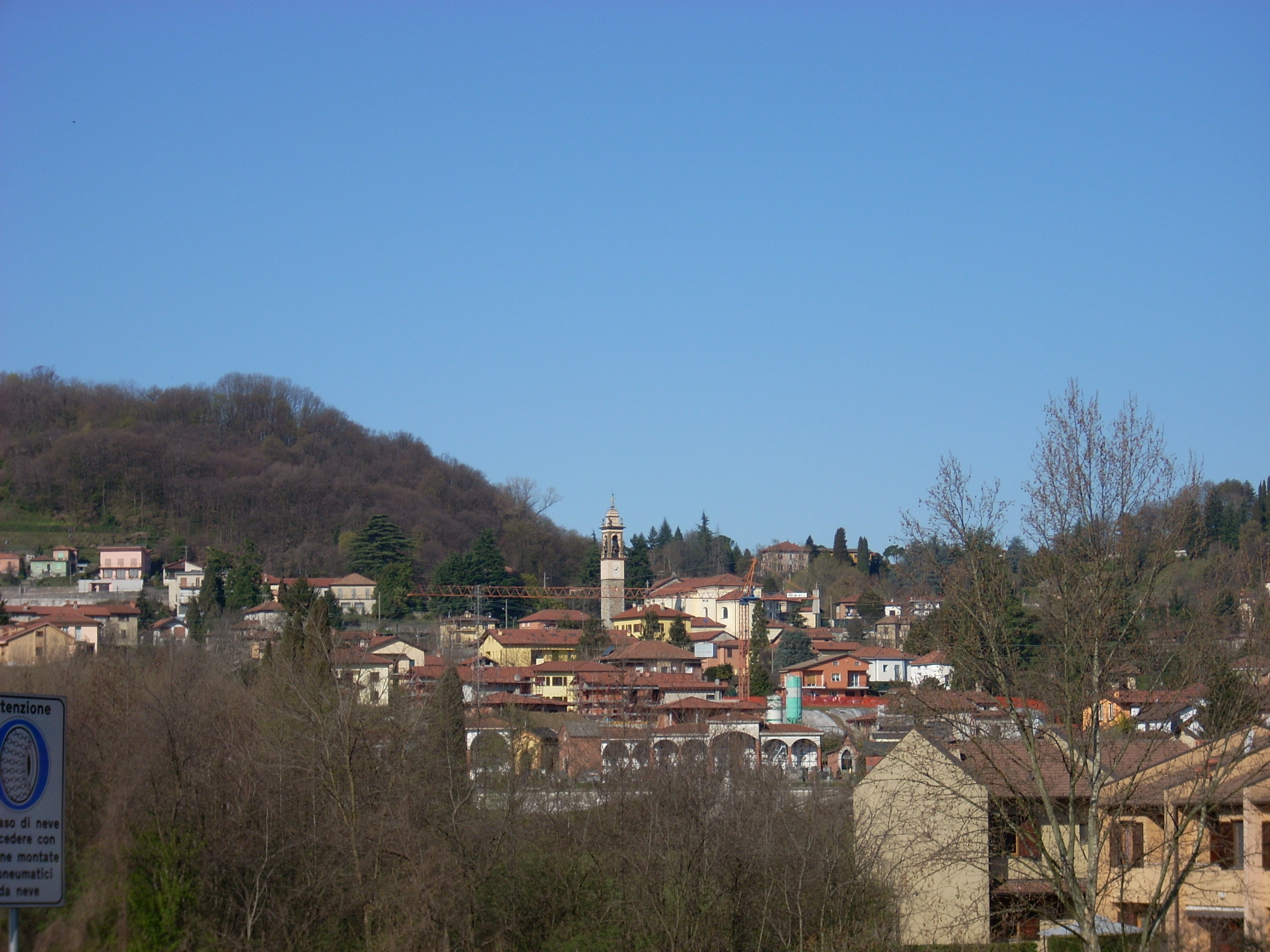
Località San Zeno

Olgiate Mòlgora (Ulgiàa in dialetto brianzolo, pronuncia fonetica IPA: /ulˈʤaa/, e semplicemente Olgiate fino al 1863) è un comune italiano di 6 347 abitanti della provincia di Lecco in Lombardia, entro il distretto del Meratese situato a 287 metri s.l.m. La superficie del territorio corrisponde a circa 7,2 chilometri quadrati. 
Il comune occupa una posizione centrale rispetto a Milano, Lecco, Como, Bergamo e Monza che lo pongono in una zona ben collegata con i principali centri urbani, turistici e produttivi. La presenza della stazione di Olgiate, servita dal Servizio ferroviario suburbano di Milano, ha collegamenti frequenti che permettono di raggiungere Milano (30 minuti), il lago di Como (20 minuti), nonché gli aeroporti di Milano-Malpensa, Bergamo-Orio al Serio e Milano-Linate.
Olgiate Molgora è gemellata con Huddersfield-Stocksmoor nel West Yorkshire in Regno Unito dal 1998, e con la città di Oisterwijk nei Paesi Bassi dal 2024.

## Geografia fisica

### Territorio

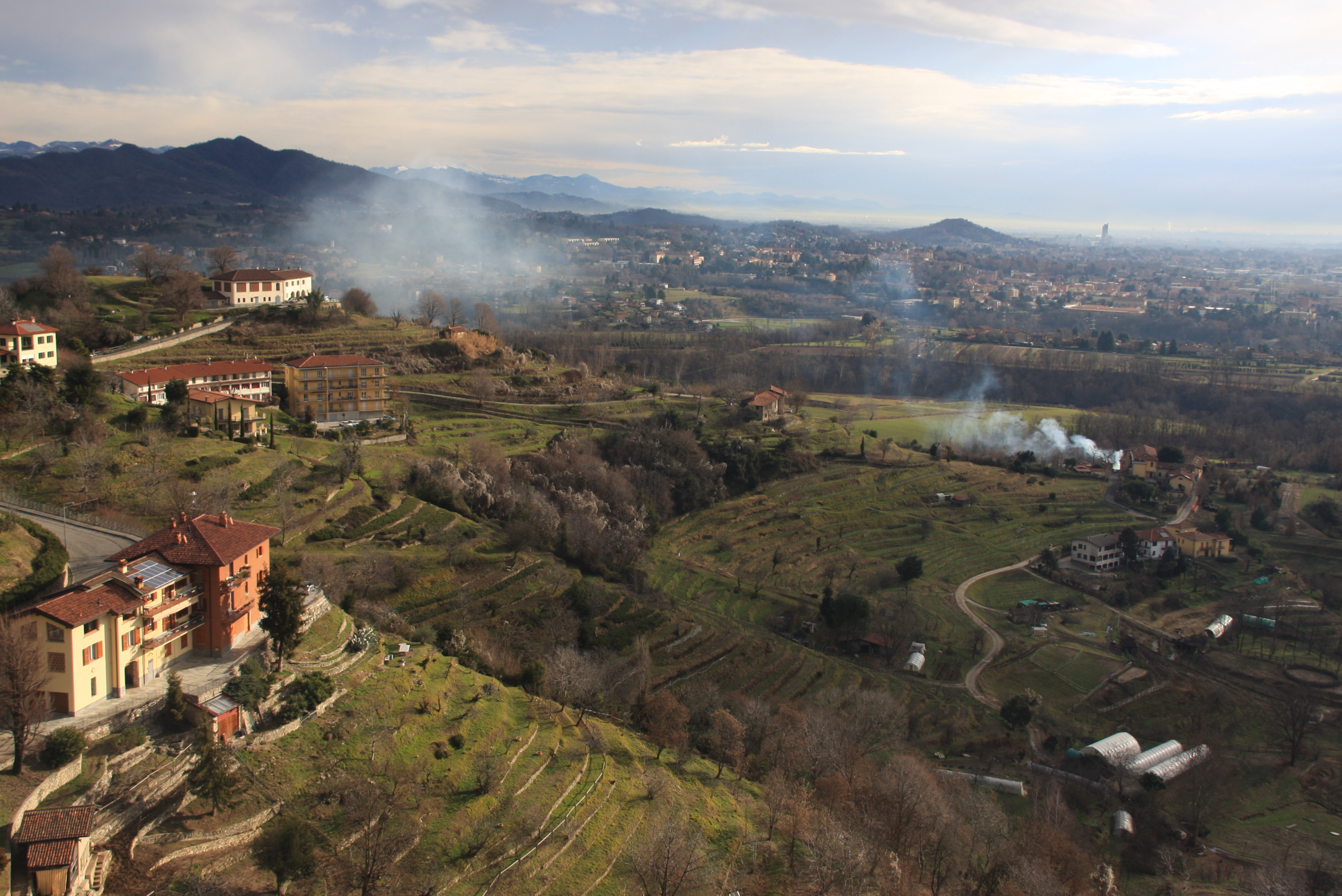
Territorio di Olgiate Molgora

Olgiate Molgora è un comune situato in Brianza, più precisamente nel territorio del Meratese, in provincia di Lecco.
Con una densità abitativa elevata – quasi 1000 ab./km² – Olgiate Molgora conserva un buon equilibrio tra presenza umana e spazi naturali. Questa elevata densità è indicativa della forte urbanizzazione dell'area, che sociologicamente  e urbanisticamente rientra nell’area metropolitana di Milano, una delle più popolate d'Europa e la seconda dell'Unione Europea .
Olgiate Molgora si distingue per il suo contesto ambientale, fortemente segnato dal verde e dalla qualità paesaggistica. Si estende su un territorio collinare, tipico delle prealpi lombarde, caratterizzato da un'alternanza di aree boschive, coltivazioni e insediamenti residenziali. Ha una superficie di 7,12 km² e un'altitudine media di 287 m s.l.m..
Confina con i comuni di Airuno, Brivio, Calco, Merate e Santa Maria Hoè.

### Clima
Olgiate Molgora, secondo la classificazione dei climi di Köppen, gode di un tipico clima temperato delle medie latitudini, piovoso o generalmente umido in tutte le stagioni e con estati molto calde.
Le precipitazioni si concentrano nei periodi compresi tra marzo e maggio, con un leggero calo nei mesi estivi, e un riacutizzarsi nel periodo compreso tra ottobre e novembre inoltrato.

## Origini del nome
Il toponimo Olgiate deriverebbe del celtico olca e indicherebbe una zona pianeggiante oggetto di aratura.
L'aggiunta di Molgora, in riferimento all'omonimo torrente che attraversa il territorio, avvenne nel 1863, per distinguersi da Olgiate Comasco e Olgiate Olona.

## Storia
Il territorio olgiatese fu abitato fin dai tempi più remoti. Ancora oggi sono conservate diverse testimonianze romane ed altomedievali, la maggior parte delle quali si trovano a Beolco. Questa frazione custodisce una bella ara romana di epoca ignota e, nella chiesa di San Pietro risalente all'XI-XII secolo, la celebre lapide funeraria di Aldo e Grauso, nobili longobardi qui sepolti verso il 700 e ricordati da Paolo Diacono nella sua Historia Langobardorum. Beolco fu uno dei principali centri altomedievali della Brianza, tanto da dare i natali a Ferlinda, moglie dell'ultimo conte di Lecco, morto nel 975, e divenne sede di un canonicato privato, fondato forse dalla stessa Ferlinda, morta senza eredi diretti. Altri centri antichi sono Pianezzo e Porchera (Vicus Porcarius in un documento del 960) entrambi di origini romane, Olgiate vecchio (attuale villa Sommi Picenardi) e Borlengo (presso S. Zeno), nuclei di probabile origine longobarda o franca. Uno sviluppo agricolo della zona fu promosso dalla regina longobarda Teodolinda, la quale avviò una bonifica di una zona paludosa che, a causa dello straripamento dell'Adda, si veniva a formare tra Beolco e Casternago. A tal fine, le sponde dell'Adda alla convergenza dei colli di Monte e Buonmartino vennero sbancate, provocando un allargamento dell'alveo che permise di evitare l'allagamento delle terre.
La ricchezza della storia di Olgiate Molgora si riflette nell'alto numero di frazioni e cascine sparse nell'intero territorio comunale. Molti di questi nuclei hanno avuto una storia ed uno sviluppo urbanistico peculiari. Per esempio, nel basso medioevo si svilupparono centri abitati come Mondonico o Olcellera, con funzione di colonizzazione agraria dei territori acquitrinosi. Alcuni insediamenti furono fondati o sviluppati da monasteri importanti; Porchera, infeudata all'abbazia di San Pietro al Monte di Civate, e ancora Olcellera, soggetta al monastero di San Dionigi di Milano per via di una donazione da parte dell'arcivescovo Ariberto da Intimiano (cessione suggellata da Corrado II in un documento datato 23 marzo 1026). Altri nuclei abitati piuttosto consistenti, come Canova e Pilata, furono edificati da contadini emigrati dai vicini nuclei di Beolco e Olgiate, allora residenze di nobili o ecclesiastici quali i Vimercati, i Calchi o i Cittadini, mentre il nucleo di Monticello sembra essere stato fondato da famiglie provenienti dal Monte di Brianza e dalla Valletta di Hoè.
Una rivolta capeggiata da Giovanni da Cicognola contro i feudatari del luogo fu repressa nel sangue: chi non morì durante gli scontri fu messo al rogo davanti al monastero di Santa Maria Hoe o lasciato morire di stenti nelle prigioni del castello di Viganò.
Dagli Statuti delle strade milanesi del 1345 emerge che i nuclei autonomi più importanti erano Beolco, Porchera, Olgiate e Mondonico, accanto ai centri minori di Pianezzo e Monticello. Nel corso dei secoli Olgiate, Pianezzo, Porchera, Mondonico, Olcellera e Borlengo divennero comuni autonomi, ai quali nel XVII secolo si aggiunse Valicelli, piccola cascina nei pressi di S. Zeno. Sembra, inoltre, che le frazioni di Monticello, Brugo, Buonmartino, Pilata, Stalli e Beolco abbiamo vissuto una breve stagione di autonomia amministrativa tra il Quattrocento e il Cinquecento. Gli austriaci fusero tutte queste entità autonome in due comuni (Olgiate e Mondonico).
Al tempo di Francesco Sforza, la zona dell'olgiatese costituì un feudo dei Del Corno. Con l'unione, da parte di Gian Galeazzo Maria Sforza, delle pievi di Brivio, Missaglia, Oggiono e Garlate nel cosiddetto "Feudo delle Quattro Pievi", nel 1491 il territorio fu infeudato da Bartolomeo Calco.
Nel 1646 Olgiate ottenne il riscatto dall'infeudazione.
Nel 1854 nel Dizionario corografico della Lombardia, di Olgiate Molgora viene scritto:
Superficie pertiche 5713. Estimo scudi 58,015. 4.
Villaggio della Brianza, unito alla parrocchia di Calco, da cui dista un miglio, e tre miglia a ponente da Brivio. Sta in un'amena posizione; dalla villeggiatura Sala si ha un bel punto di vista. Un miglio a borea di questo villaggio ovvi il casale di Olchielera.»

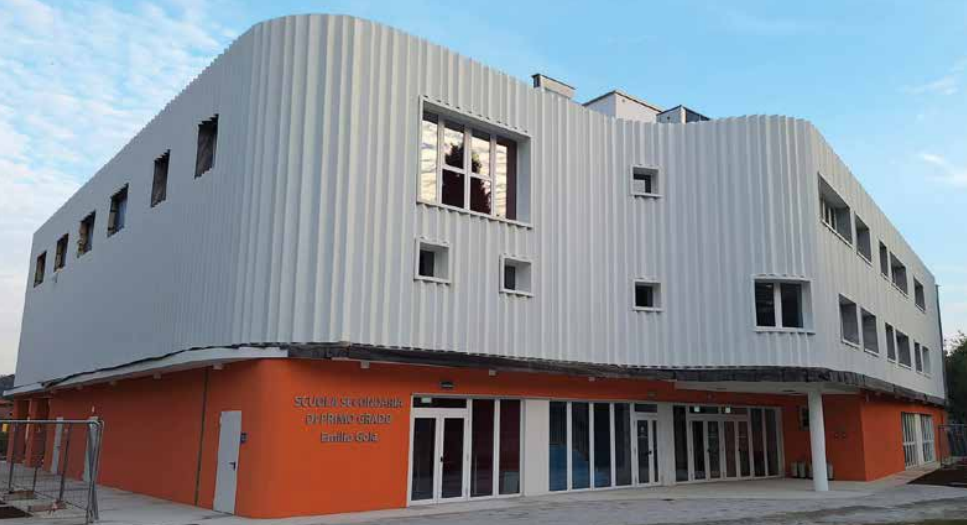
Scuola media Emilio Gola

Nel 1863, dopo l'Unità d'Italia, il comune di Olgiate assunse la denominazione di Olgiate Molgora, per distinguersi da altre località omonime.
Nel 1927 furono aggregati a Olgiate Molgora i comuni di Calco e Mondonico; in conseguenza di ciò, l'anno successivo il comune di Olgiate Molgora mutò la propria denominazione in Olgiate Calco.
Dopo la seconda guerra mondiale, nel 1953, venne ricostituito il comune di Calco, e Olgiate Calco recuperò la denominazione di Olgiate Molgora.

### Simboli
Lo stemma e il gonfalone sono stati concessi con DPR dell'8 ottobre 1976.
Il gonfalone è un drappo partito di azzurro e di rosso.

## Monumenti e luoghi d'interesse

### Architetture religiose
- Parrocchiale di San Zeno pluricentenaria a San Zeno (XVIII secolo)

- Parrocchiale di Maria Madre della Chiesa (1978)
- Chiesa di San Miro (XVII-XVIII secolo)[17]
- Chiesa di San Pietro a Beolco (XI-XII secolo), la cui zona absidale ospita sculture romaniche[18]
- Chiesa di San Carlo al Foppone (1630)[19]
- Chiesa di San Biagio a Mondonico (1536)[20]
- Chiesa della Beata Vergine Addolorata a Porchera (1587)[21]
- Chiesa di San Michele a Pianezzo (XVI secolo)[22]
- Chiesa dei SS. Rocco e Sebastiano a Monticello (1919)[23]
- Oratorio di San Giuseppe a San Zeno (1840 ca.)[24]

### Architetture civili
- Torre di Porchera, edificata nel XIII secolo[25] ma rimaneggiata nel XV secolo[26].Villa Sommi Picenardi

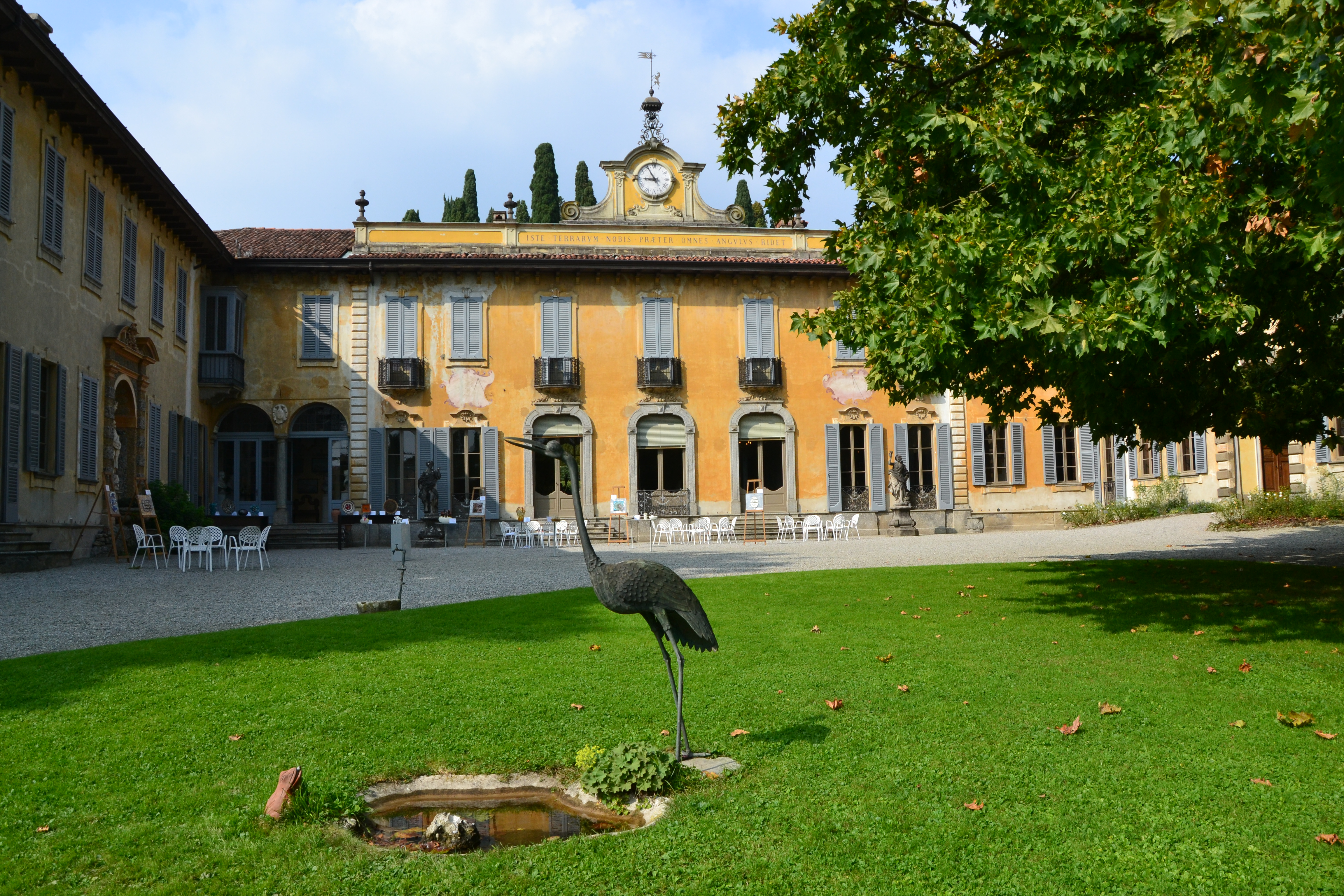
Villa Sommi Picenardi

- Villa Sala Sommi Picenardi (XVII secolo),[27] immersa in un giardino formale[28][9], ospita una collezione di modellini di mobili.[9] La villa, che si presenta in stile neoclassico, originariamente era un edificio barocco.[28] La villa ospita la chiesetta dedicata ai santi Ambrogio e Galdino (1702).[28]
- Villa Gola (XVI secolo), detta "il Buttero"[29], dimora della nobile famiglia dei Gola, tra i quali il pittore Emilio.[9] La villa nacque a partire da un primo nucleo del XV secolo, eretto laddove si trovava una torre della famiglia Calchi.[28] Ulteriori strutture vennero aggiunte nei secoli XVI, XVIII e XIX.[28] Il cardinal Dugnani fu il committente della cappella dedicata a Santa Maria della Neve (inizio XIX secolo).[28]
- Cascina Buon Martino[30]
- Cascina Casino (XVIII secolo)[31]
- Villa Maria (XVII-XVIII secolo)[32]
- Villa Guzzoni, all'interno della quale si trova la chiesetta dei Santi Pietro e Paolo.[33]
- Villa Gerli (XVIII secolo)[34]
- Villa Lucini
- Villa del Corno-Porchera
- Municipio: Via Stazione 20, Olgiate Molgora
- Casa all'indirizzo Via Oratorio 6 (XIX secolo)[35]
- Casa Riva[36]
- Casa Bonfanti[37]
- Esedra di piazza IV Novembre (1922-1924)[38]
- Biblioteca Civica Marco Sommi Picenardi (1922-1932)[39]
- Stazione di Servizio di Via Nazionale[40] ed ex-sede del Consorzio Agrario[41], entrambe realizzate nella prima metà del Novecento.

### Altro
- Ruderi delle fortificazioni del periodo medievale[9]

## Società

### Religione

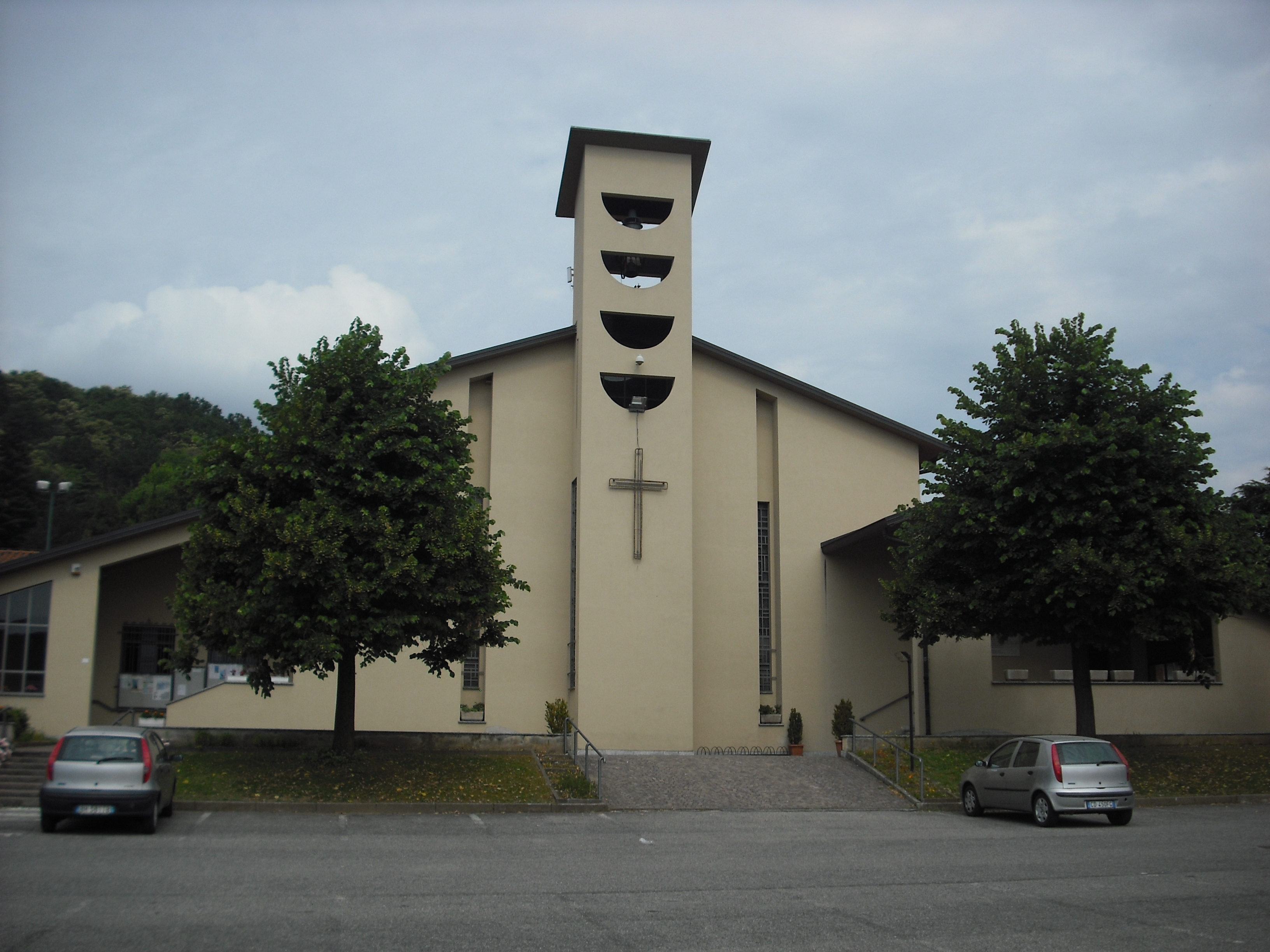
La chiesa intitolata a Maria Madre della Chiesa

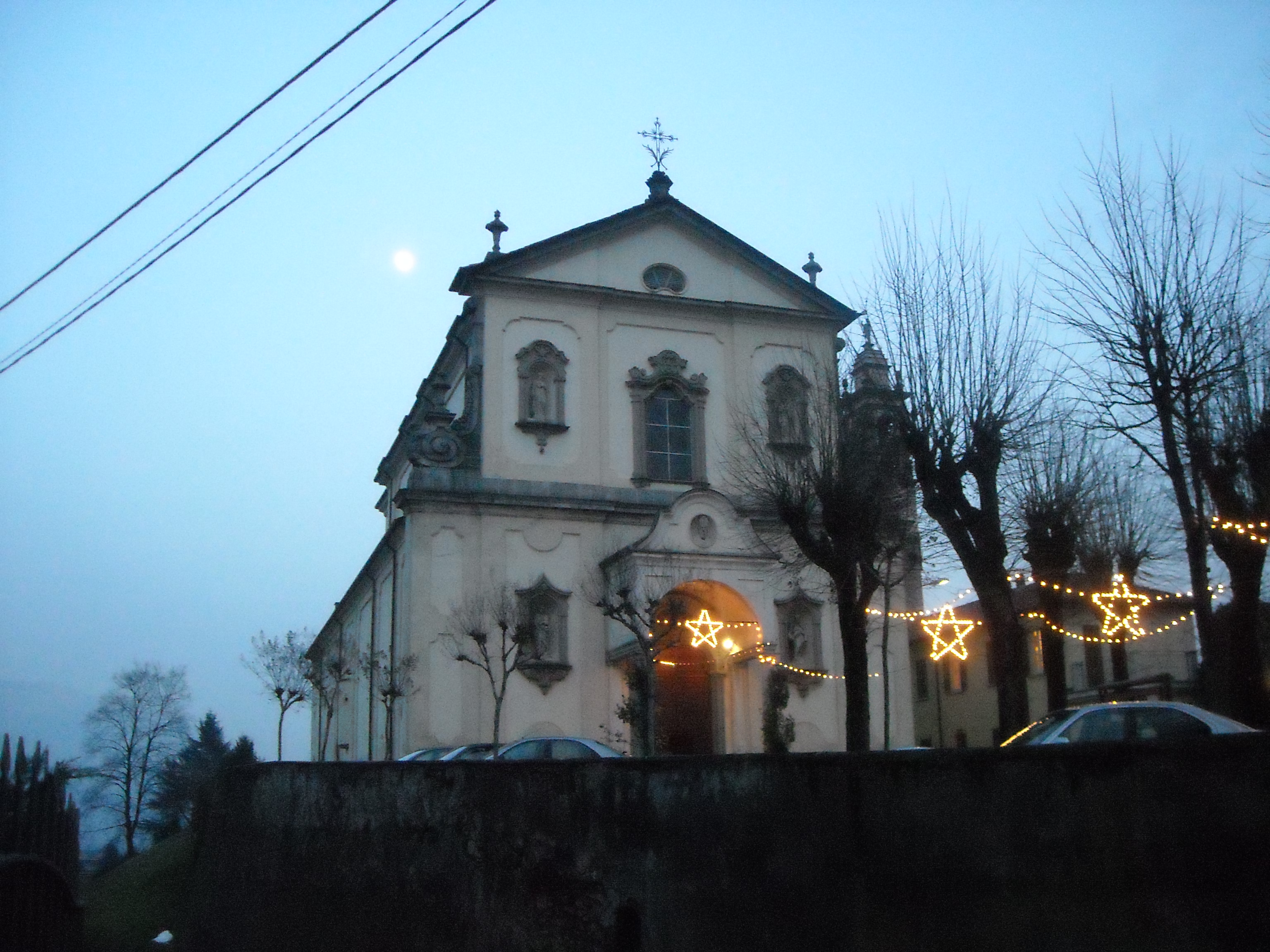
La chiesa di San Zeno.

Il paese è costituito di due parrocchie: Maria Madre della Chiesa e San Zeno.
La parrocchia di Maria Madre della Chiesa è molto recente, è stata fondata il 24 settembre 1970; il primo parroco è stato don Natale Beretta che ha guidato la parrocchia fino al 2005. La chiesa parrocchiale è stata costruita nel 1978-1979. Fanno parte del territorio parrocchiale la chiesa di San Rocco in Canova, la chiesa di San Pietro di Beolco e la chiesa privata della Madonna della Neve al Buttero. La chiesa di Pianezzo, dedicata a San Michele, fu eretta verso la fine del Cinquecento ed è soggetta alla parrocchia di Pagnano.
La parrocchia di San Zeno fu eretta il 31 ottobre 1585: si trattava di una piccola chiesa vicina all'abitato di Borlengo, esistente almeno dal XIII secolo. Il primo parroco fu don Francesco Laino, fino al 1586. Alla parrocchia di San Zeno sono soggette le chiese dei Santi Rocco e Sebastiano di Monticello, San Biagio di Mondonico, Santa Maria Addolorata di Porchera, San Carlo al Foppone e la chiesa privata di Villa Sommi Picenardi dedicata ai Santi Ambrogio e Galdino; erano inoltre parte della parrocchia le chiese, oggi sconsacrate, di San Giuseppe al Monastirolo, Santa Croce al Casino e San Luigi Gonzaga in Villa Maria a Mondonico. La costruzione dell'attuale chiesa parrocchiale iniziò nel 1750 e terminò nel 1816.

### Evoluzione demografica
- 240 nel 1751
- 446 nel 1771 con Beolco, Monticello, Cassina Pilata, Cassina Nova, Brugo, Buonmartino e Cassina Pianezzo
- 653 nel 1803
- annessione a Mondonico nel 1809
- 977 nel 1853
- 1 062 nel 1861
- 1 140 nel 1881
- 1 314 nel 1901
- 1 510 nel 1921
- 4 918 nel 1931 come Olgiate Calco dopo annessione di Calco nel 1927[42]
- 5 964 nel 1951

Abitanti censiti

### Etnie e minoranze straniere
Gli stranieri residenti nel comune sono 713, ovvero l'11,3% della popolazione. Di seguito sono riportati i gruppi più consistenti:
1. Romania, 153
2. Marocco, 107
3. Albania, 92
4. India, 59
5. Senegal, 50
6. Perù, 41
7. Costa d'Avorio, 28
8. Ecuador, 25
9. Sri Lanka, 21
10. Egitto, 20

### Lingue e dialetti
Oltre alla lingua italiana, a Olgiate Molgora è utilizzato il locale dialetto brianzolo, una variante della lingua lombarda. 
Come tutti i dialetti lombardi occidentali, anche il brianzolo è sostanzialmente una lingua romanza derivata dal latino.

## Cultura
Molte sono le iniziative culturali rilevanti che hanno luogo a Olgiate Molgora.
- marzo: Yurtakids
- 12 aprile: festa di S. Zeno
- 2 giugno: festa dell'arte promossa da Pro Loco Olgiate Molgora
- maggio - giugno: La Sbiellata Sanzenese - Festival musicale (2010-2019)
- fine giugno: "Il Giardino delle Esperidi"
- prima settimana di settembre: Rassegna Teatrale "L'Ultima Luna d'Estate"
- settembre: "Concorso nazionale di pittura Emilio Gola" - Biennale, ultima edizione 2019
- Autunno: Festival musicale "Parco della musica"
- ultima domenica di novembre: open day della biblioteca comunale

## Infrastrutture e trasporti

### Strade
- Il paese è attraversato dalla  Strada Statale 342 "Briantea", Como – Bergamo
- Strada statale 36 del Lago di Como e dello Spluga  - 2 km da Olgiate Molgora
- Autostrada  (San Donato Milanese - Usmate Velate) - Casello di Usmate Velate Sud  - 11 km da Olgiate Molgora

### Ferrovie
Il paese è dotato di una propria stazione ferroviaria, sulla linea Lecco-Milano.

### Ospedali
- Ospedale "San Leopoldo Mandic" di Merate - 4 km da Olgiate Molgora

## Amministrazione

### Gemellaggi
- Stocksmoor, dal 1998
- Moergestel, dal 2024
- Oisterwijk, dal 2024